# Григор Татеваци
Григо́р Татеваци́ (на арменски: Գրիգոր Տաթեւացի; около 1346, крепост Тмок – 25 или 27 декември 1409 г., Татевски манастир) е арменски философ, богослов и педагог, ректор на Татевския университет. Заедно с учителя си Ованес Воротнеци, е главния представител на татевската школа на арменската философия.

## Биография
Григор Татеваци е роден през 1346 г. в историческата област на Армения Гугарк. Баща му е занаятчия от Саргис, майка му е родена в село Парпи. Семейството е избягало от провинция Арчеш заради мюсюлманските нападения. Малко след раждането на Григор, семейството се премества в Сюник. На 14-годишна възраст детето е изпратено в Татев, в манастирското училище, където негов учител става философа Ованес Воротнеци, който го възпитава и учи в продължение на двадесет години, както и го подстригва в монашество. В Йерусалим, пак от Воротнеци, Григор е ръкоположен във вардапет (архимандрит), а след това, на четиридесетгодишна възраст, получава протоархимандритски сан. След смъртта на Воротнеци наставник и по негова воля, Татеваци го замества в дейността му. Останалата част от живота си (от 1390 г.) прекарва основно в Татевския манастир, до смъртта си през 1409 година. Мюсюлманските нападения принуждават Татеваци през 1402 г. да се премести в манастира Мецоп. Арменската църква по това време е в състояние на борба с арменците, приели върховенството на Рим. В тази борба участва и Татеваци, противник на униатството с католическата църква. Именно той призовава събора, който премахва отлъчването на арменските католици.
Григор Татеваци изиграва решаваща роля за завръщането на Светия престол на Арменската апостолска църква в Ечмиадзинската катедрала. Духовенството, което остава единствената общонационална структура, няма ясна позиция относно определянето на новото седалище на католикоса след падането на арменската държава в Киликия през 1375 година. Повечето настояват да се избере източното средиземноморско крайбрежие, макар че от времето на кръстоносните походи там традиционно силни са позициите на католическата църква. Татеваци настоява за завръщането в Ечмиадзин, въпреки тежките условия на мюсюлманско потисничество. Самият той не доживява да види историческия ден на завръщането, но през 1441 г. учениците му изпълняват неговия завет.
Григор Татеваци е последният деец, причислен от арменската църква към светците. Денят на честването на великите духовници-богослови – свети католикос Ованес Однеци и светите учители Ованес Воротнеци и Григор Татеваци са чествани от Арменската апостолическа църква в съботата на третата седмица на Велики пости.

## Философски възгледи
Философското и богословското наследство на Григор Татеваци е огромно. Основните му творби разкриват забележимото влияние на философията на Давид Анахт. Значително място в творбите на Григор Татевци заема въпросът за връзката между Бог и природа. Той интерпретира акта на божественото творение на природата в духа на Аристотел като превръщането на възможността за нещата в реалност. Материалният свят е в постоянна промяна, която е гаранция за нейната вечност. Татеваци призовава към опознаване на света, придобиване на конкретни знания и изхождайки от собствения си опит, смята пътя от общата теория към конкретните факти за безполезен. Привърженик на независимостта на сферите на знанието и вярата, той обяснява, че човек трябва да получи образование, след това обучение, а след това да пристъпи към познание. Съчиненията му обхващат и въпросите на държавата и правото.

## Трудове
Татеваци оставя голямо литературно наследство. Той е автор на много богословски и философски произведения, сред които най-важните са:
- „Книга с въпроси“[4]
- „Коментари към „Въведение“ на Порфирий“
- „Зимен том“
- „Летен том“

### Гробница
Св. Григор Татевци е погребан в Татевския манастир, на южната стена на църквата Сурб Погос-Петрос. През 1787 г. над гроба му е издигнато скромно по размер, но богато инкрустирано с орнаменти съоръжение – мартирий със сводест таван и купол. Входът към гробницата на Григор Татеваци се намира вдясно от апсидата на храма.